# Ďurková
Ďurková (in ungherese Györkvágása) è un comune della Slovacchia facente parte del distretto di Stará Ľubovňa, nella regione di Prešov.